# Выборы губернатора Хабаровского края (2021)
Внеочередные выборы губернатора Хабаровского края прошли в единый день голосования 19 сентября 2021 года, одновременно с выборами в Государственную Думу.

## Предпосылки
В 2018 году на выборах губернатора Хабаровского края депутат Государственной Думы от ЛДПР Сергей Фургал победил во втором туре действующего на тот момента губернатора Хабаровского края Шпорта. 28 сентября Фургал торжественно вступил в должность губернатора.
Деятельность Фургала на посту губернатора вызвала надежды у населения Хабаровского края и беспокойство у полномочного представителя Президента РФ на Дальнем Востоке Юрия Трутнева и у Администрации Президента Российской Федерации. В частности, Трутнев критиковал деятельность Фургала. За два года Фургал быстро стал популярной фигурой в региональной политике, получив неформальный титул «народного губернатора». На этой волне на региональных и местных выборах 2019 года ЛДПР одержала несколько убедительных побед: партия одновременно получила 30 из 36 мест в Законодательной думе Хабаровского края, 34 из 35 мест в Хабаровской городской думе, 24 из 25 мест в Комсомольской городской думе.
9 июля 2020 года Сергей Фургал был задержан сотрудниками ФСБ и СК России, в тот же день он был этапирован в Москву. Против Фургала было возбуждено уголовное дело; губернатор подозревается в покушении на убийство предпринимателя Александра Смольского 24 июля 2004 года и убийствах бизнесменов Евгения Зори в 2004 году и Олега Булатова в 2005 году. Фургала также проверяют на причастность к убийствам коммерсантов Александра Адамова и Романа Сандалова. Оперативное сопровождение по делу осуществляет ФСБ России.
10 июля 2020 года Басманный суд Москвы постановил арестовать подозреваемого в убийствах губернатора на 2 месяца; судебное заседание проходило в закрытом режиме. 2 сентября СКР предъявил Фургалу обвинение в организации ещё одного убийства. 3 сентября экс-губернатор был оставлен в СИЗО до 9 декабря.
11 июля 2020 года прошло первое протестное шествие. 
В ходе ареста Фургала началось рассмотрение кандидатов на должность временно исполняющего обязанности главы региона. Среди рассматриваемых кандидатур были: глава совета директоров ОАО «Хабаровский аэропорт» Константин Басюк, депутат Госдумы от ЛДПР Михаил Дегтярёв, заместитель полпреда президента РФ в Дальневосточном федеральном округе Григорий Куранов, заместитель председателя правительства края Юрий Золочевский и бывший зампред правительства края Андрей Базилевский. В то же время, учитывая характер протестов, ЛДПР отобрала своих кандидатов на должность ВрИО: Михаила Дегтярёва, Андрея Андрейченко и Сергея Жигарева.
20 июля 2020 года Владимир Путин отрешил Сергея Фургала от должности губернатора Хабаровского края в связи с утратой доверия президента России и назначил на его место Михаила Дегтярёва, чьё назначение раскритиковали как однопартийцы, так и оппозиционно настроенные массы. Назначение ВрИО лишь подогрело протестные настроения хабаровчан. По мнению ряда политологов, целью ареста Фургала было внесение раскола и ослабление позиций местного отделения ЛДПР в преддверии выборов в Госдуму 2021 года, а также месть за то, что он вопреки договорённостям с федеральными властями не снял свою кандидатуру с выборов.
На посту врио губернатора Дегтярёв занял жёсткую позицию по отношению к протестующим, отказавшись выходить к ним под предлогом, что «вообще тут есть, чем заняться на самом деле руководителю, чем выходить и общаться с теми, кто кричат под окнами», а также заявив, что не считает свой выход к протестующим «корректным форматом» для общения с людьми. Впервые Дегтярёв вышел к протестующим через неделю после назначения, 26 июля. Впоследствии Дегтярёв несколько раз заявлял, что изначально стихийный протесты возглавили провокаторы. Одновременно Дегтярёв занялся увольнением чиновников краевого правительства из команды Фургала и назначением в свою администрацию чужих для края людей из других регионов.
Недовольствуясь политикой Дегтярёва, партию ЛДПР покинул ряд видных сторонников Фургала, среди которых оба сенатора от края Елена Грешнякова и Сергей Безденежных, спикер Хабаровской городской Думы Михаил Сидоров, а также старший сын Сергея Фургала Антон. Грешнякова, Безденежных и Сидоров были фаворитами на роль «профургальского» соперника Дегтярёва на предстоящих губернаторских выборах, но все они в конечном итоге отказались.
Основным соперником на выборах губернатора Хабаровского края журналисты называли первого секретаря хабаровского краевого комитета КПРФ Петра Перевезенцева, однако он не смог пройти муниципальный фильтр и ему было отказано в регистрации. Кандидат Партии пенсионеров Владимир Парфёнов был зарегистрирован, при этом являясь мужем пресс-секретаря врио губернатора Дегтярёва, Елены Парфёновой, которая до этого работала журналистом Вести-Хабаровск ВГТРК. Само региональное отделение партии было создано за два месяца до выборов.

## Процедура выдвижения и регистрации

### Право выдвижения
В Хабаровском крае кандидаты выдвигаются только политическими партиями, имеющими в соответствии с федеральными законами право участвовать в выборах. При этом кандидатам не обязательно быть членом какой-либо партии. Самовыдвижение кандидатов невозможно.
Губернатором Хабаровского края может быть избран гражданин Российской Федерации, достигший возраста 30 лет.

### Муниципальный фильтр
Кандидат, претендующий на должность губернатора Хабаровского края, должен собрать в свою пользу не менее 8 % подписей депутатов и глав муниципальных образований. Их в крае в июле насчитывалось 2379 человек. Таким образом необходимо было собрать не менее 191 подписи и не более 200. При этом не менее 28 из них должны быть уровня районов (их в крае 17) и городских округов (их два — Хабаровск и Комсомольск-на-Амуре). Кроме того, подписи должны быть представлены минимум из 15 районов и городских округов.

### Кандидаты[29]
| Кандидат           | Должность (на момент выдвижения) | Партия                        | Статус                 |
| ------------------ | --- | ----------------------------- | ---------------------- |
| Дегтярёв Михаил    | Временно исполняющий обязанности губернатора Хабаровского края | ЛДПР                          | Зарегистрирован        |
| Владимир Парфёнов  | Руководитель хабаровского отделения Партии пенсионеров | Партия пенсионеров            | Зарегистрирован        |
| Марина Ким         | телеведущая и журналистка | Справедливая Россия-За правду | Зарегистрирована       |
| Пётр Перевезенцев  | Руководитель хабаровского отделения КПРФ | КПРФ                          | Отказано в регистрации |
| Микаэль Багдасарян | руководитель Организационно-производственного отдела общественной организации "Социально-Прогрессивный Альянс научно-теоретического и практического содействия социально-экономическому и культурному росту регионов "Рост регионов" | «Зелёные»                     | Снял свою кандидатуру  |
| Владимир Чернышов  | журналист | Новые люди                    | Отказано в регистрации |
| Бабек Юсуф Мамедов | генеральный директор ООО «Сфера» | Родина                        | Зарегистрирован        |
| Логвинов Игорь     | исполнительный директор ООО "ЭкоСити", депутат Городской Думы города Южно-Сахалинска | Зеленая Альтернатива          | Отказано в регистрации |

«Единая Россия», Партия Роста, «Яблоко» и «Коммунисты России» своих кандидатов на выборах губернатора не выдвигали.

## Результаты
| Кандидат                       | Кандидат                       | Партия                          | Получено голосов | %      |  |
| ------------------------------ | ------------------------------ | ------------------------------- | ---------------- | ------ |  |
|                                | Михаил Дегтярёв                | ЛДПР                            | 237 818          | 56.77  |  |
|                                | Марина Ким                     | Справедливая Россия — За правду | 106 532          | 25.43  |  |
|                                | Владимир Парфёнов              | Партия пенсионеров              | 41 986           | 10.02  |  |
|                                | Бабек Мамедов                  | Родина                          | 14 806           | 3.53   |  |
| Действительных голосов         | Действительных голосов         | Действительных голосов          | 401 142          | 95.75  |  |
| Недействительных бюллетеней    | Недействительных бюллетеней    | Недействительных бюллетеней     | 17 790           | 4.25   |  |
| Всего                          | Всего                          | Всего                           | 418 932          | 100.00 |  |
|                                |                                |                                 |                  |        |  |
| Явка                           | Явка                           | Явка                            | 418 932          | 43.82  |  |
| Зарегистрированных избирателей | Зарегистрированных избирателей | Зарегистрированных избирателей  | 958 412          | 100.00 |  |